# 三宅誠一
三宅 誠一（みやけ せいいち、旧姓・眞柄、1891年〈明治24年〉1月 - 没年不明）は、日本の実業家、大阪府多額納税者。三宅総本店代表取締役。いろは総本店、精肉料理業。

## 人物
大阪府人・眞柄宗三郎の二男。三宅熊五郎の養子となり1913年、分家して一家を創立する。「いろは総本店」と称し割烹業、精肉料理業を営む。住所は大阪市西区松島町（現・千代崎）。

## 家族
三宅家
- 養父・熊五郎（1855年 - ?、いろは精肉商[5]、製々舎窯業土地、南海土地建物各取締役[6]）
- 妻・ひで（1893年 - ?、養父熊五郎の庶子）[1]
- 長女[1]
- 二女[1]
- 三女[3]